# Со Йон Ву
Со Йон Ву (кор. 서영우) — південнокорейський бобслеїст, олімпійський медаліст.
Срібну олімпійську медаль Со Йон Ву виборов на Пхьончханській олімпіаді 2018 року на змаганнях на бобах-четвірках.

## Виноски
1. ↑  Four-man results (PDF). Архів оригіналу (PDF) за 25 лютого 2018. Процитовано 22 березня 2018. [Архівовано 2018-02-25 у Wayback Machine.]